# Riudarenes
Riudarenes is een gemeente in de Spaanse provincie Girona in de regio Catalonië met een oppervlakte van 48 km². Riudarenes telt 2.120 inwoners (1 januari 2016).

## Demografische ontwikkeling
Bron: INE, 1857-2011: volkstellingen
Opm.: In 1857 werden de gemeenten La Esparra en Vallcanera aangehecht